# Pila (ort i Tjeckien)
Pila är en ort i Tjeckien.   Den ligger i regionen Karlovy Vary, i den västra delen av landet, 110 km väster om huvudstaden Prag. Pila ligger 538 meter över havet och antalet invånare är 397.
Terrängen runt Pila är kuperad åt nordväst, men åt sydost är den platt.Runt Pila är det glesbefolkat, med 20 invånare per kvadratkilometer. Närmaste större samhälle är Karlovy Vary, 7,1 km nordväst om Pila. I omgivningarna runt Pila växer i huvudsak blandskog.